# Zygocera lugubris
Zygocera lugubris är en skalbaggsart som beskrevs av Francis Polkinghorne Pascoe 1863. Zygocera lugubris ingår i släktet Zygocera och familjen långhorningar. Inga underarter finns listade i Catalogue of Life.